# 北美星鯊
北美星鲨（学名：Mustelus sinusmexicanus），又稱北美貂鯊，為軟骨魚綱真鯊目皺唇鯊科星鯊屬的一種，分布於中西大西洋墨西哥灣海域，深度20至250公尺，本魚體細長，頭部扁平，體上部純灰色或棕色、腹部白色，魚鰭的後緣淡白色，成年後逐漸褪色，體長最大可達140公分，棲息在大陸棚底層水域，屬肉食性，以甲殼類及其他魚類為食，卵胎生，雌魚下2至7尾幼魚，生活習性不明。

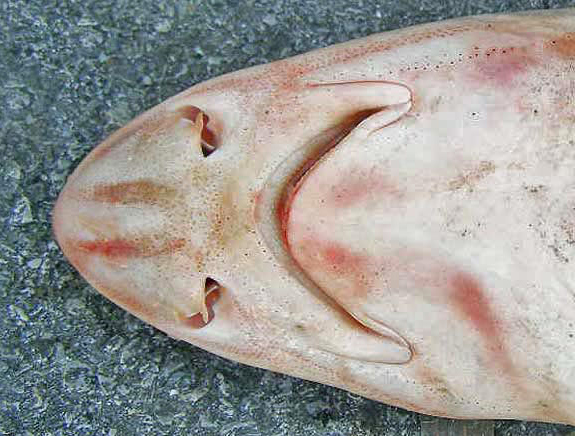
頭部
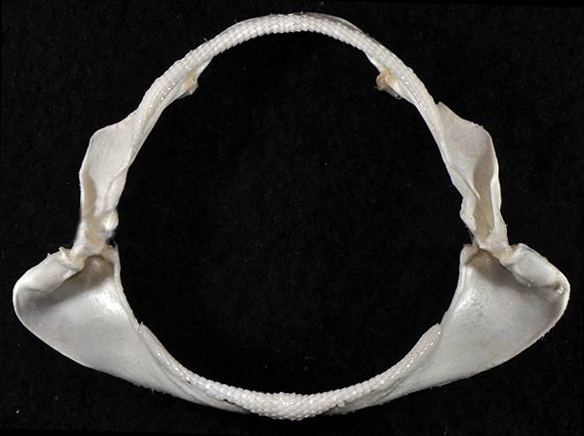
上下顎
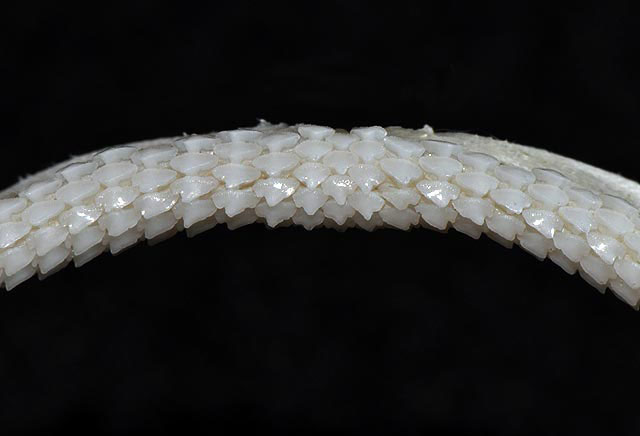
上排牙齒
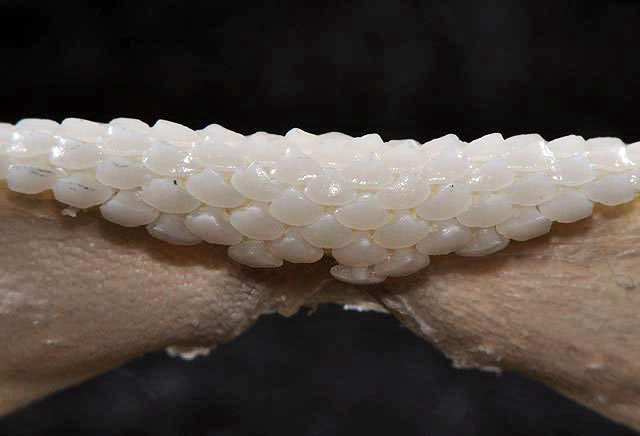
下排牙齒